# Scharlachroter Kelchbecherling
Der Scharlachrote Kelchbecherling (Sarcoscypha coccinea), auch Scharlachrote Becherling, Zinnoberroter Kelchbecherling oder Zinnoberroter Prachtbecherling genannt, ist ein Schlauchpilz aus der Familie der Kelchbecherlingsverwandten (Sarcoscyphaceae).

## Merkmale

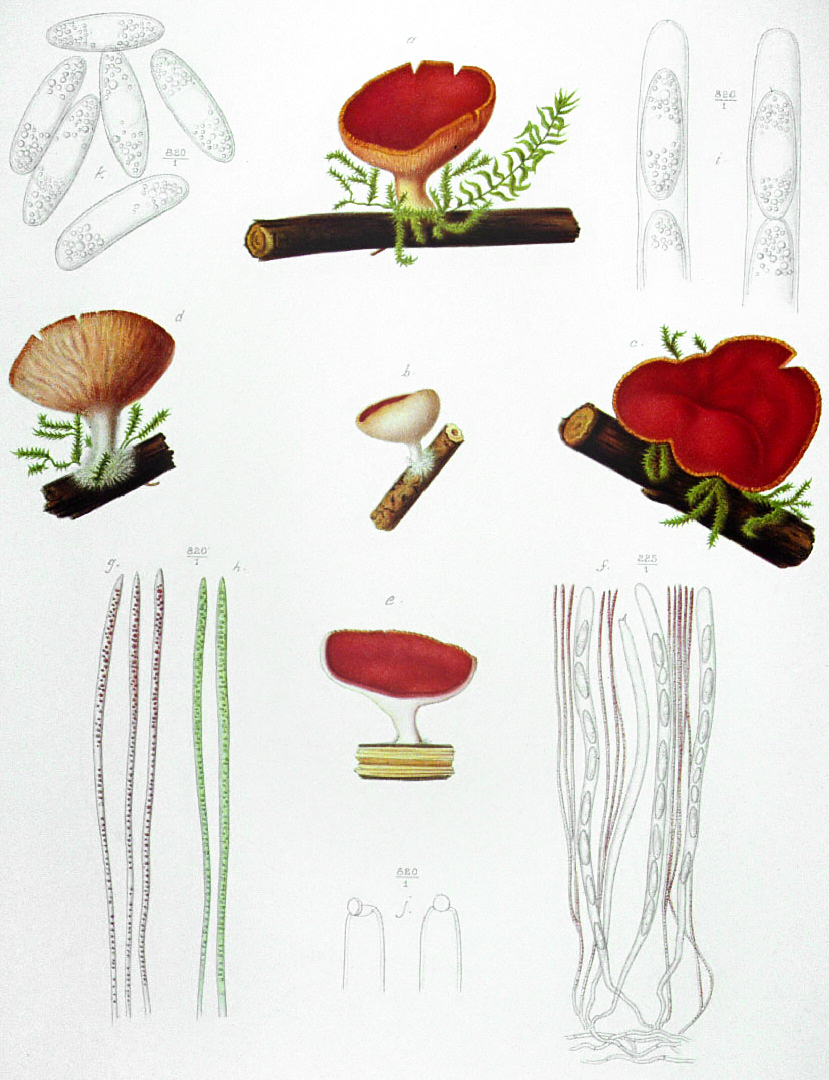
Farbtafel 322 aus Émile Boudiers Tafelwerk „Icones Mycologicae“ (1904)

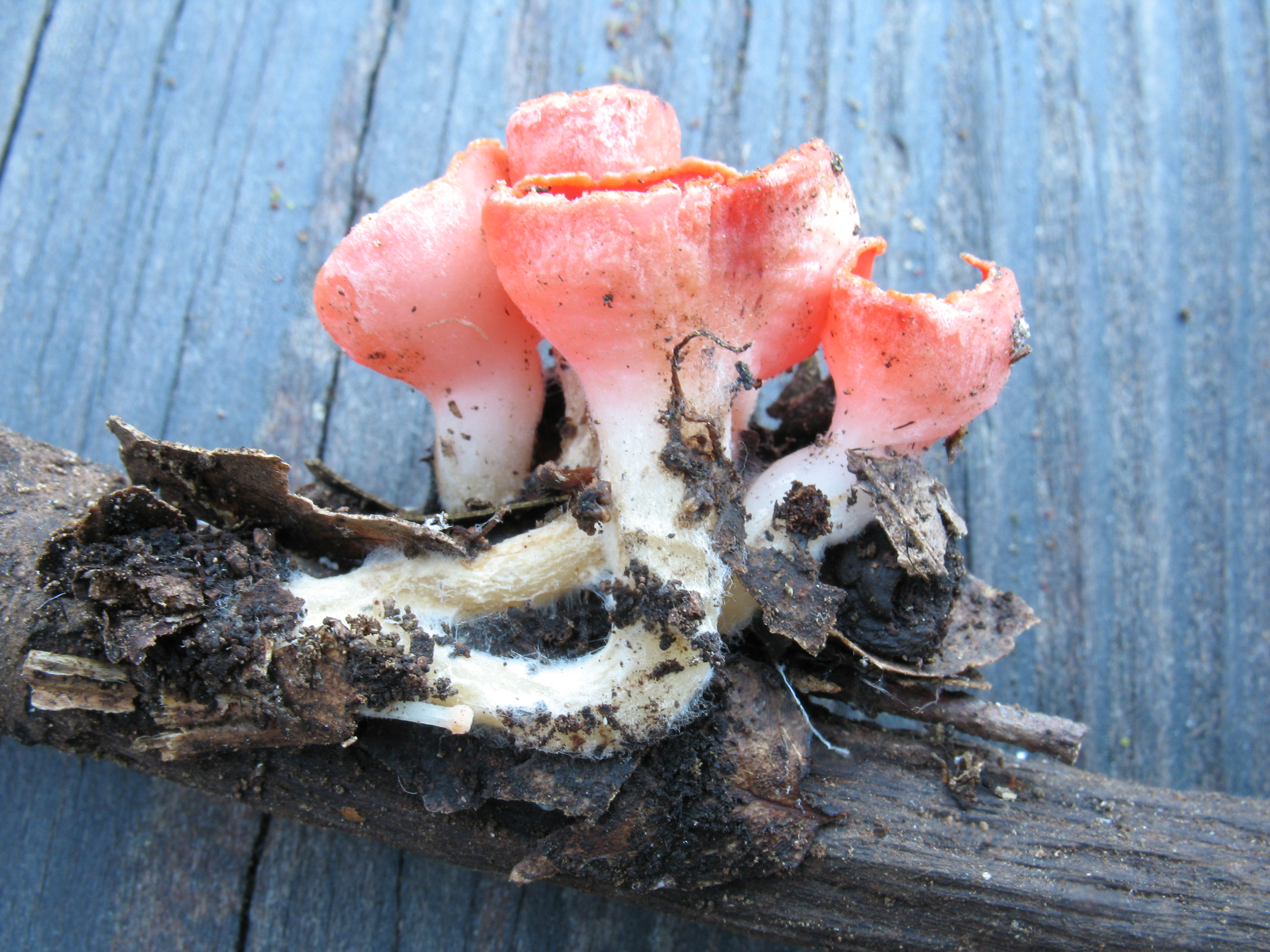
Der Scharlachrote Kelchbecherling in der Gesamtansicht

### Makroskopische Merkmale
Das auffälligste Merkmal des Scharlachroten Kelchbecherlings ist die stark rot leuchtende Innenwand, die mit der Fruchtschicht überzogen ist. Der Fruchtkörper misst im Durchschnitt 3–5 cm und ca. 0,5–2 cm in der Höhe. Des Weiteren besitzt der Fruchtkörper einen weißen Rand an der Ober- und Unterflächengrenze. Die Unterhälfte ist im unteren Teil ganz weiß, im oberen mattrot mit weißen Pigmentierungen. Außerdem befinden sich oftmals haarähnliche Gebilde an der Unterseite. Der Stiel ist ca. 3 cm lang, 4–6 mm dick und verjüngt sich nach unten. Der Scharlachrote Kelchbecherling besitzt keinen eigenen typischen Geruch.

### Mikroskopische Merkmale
Die elliptischen, farblosen Sporen messen 24–35 × 10–14 Mikrometer und beinhalten viele kleine Öltropfen. Die haploiden Ascosporen reifen jeweils zu acht in den Schläuchen heran.

## Artabgrenzung
Außer dem Scharlachroten kommen in Mitteleuropa noch zwei weitere Kelchbecherlinge vor, die sich nur geringfügig unterscheiden und sicher nur mikroskopisch unterscheidbar sind: Der Österreichische Kelchbecherling (Sarcoscypha austriaca), der die häufigste der drei Arten ist, und der Linden-Kelchbecherling (Sarcoscypha jurana), der nur auf Lindenholz wächst.
Außerhalb Mitteleuropas kommen weitere ähnliche Arten der Gattung Sarcoscypha vor, beispielsweise Sarcoscypha dudleyi in den USA.

## Verbreitung und Ökologie
Der Scharlachrote Kelchbecherling ist ausschließlich in den westlichen USA (Pazifischer Nordwesten, Kalifornien) und in Mitteleuropa heimisch. Vom Flachland bis zu den unteren Gebirgslagen erstreckt sich das Verbreitungsgebiet. Häufig anzutreffen ist der Pilz in nordamerikanischen Ahornwäldern, man findet ihn aber auch in anderen Wäldern. Oftmals treten die Pilze in Gruppen auf. Sie wachsen auf am Boden liegenden und teilweise verfaulten und bemoosten Zweigen und Stämmen von Laubbäumen, werden dabei teilweise von diesen bedeckt. Der oftmals bevorzugte Boden ist basisch. Scharlachrote Kelchbecherlinge gelten in ganz Deutschland als selten, in der Roten Liste der gefährdeten Großpilze besitzen sie den Status „gefährdet“ (RL 3). Die Fruchtkörper erscheinen im zeitigen Frühling nach der Schneeschmelze, bei günstiger Witterung auch schon im späten Winter.

## Bedeutung

### Namensherkunft
Der Name Sarcoscypha leitet sich von den griechischen Worten σάρξ, σαρκός sarx, Genitiv sarkos „Fleisch“ und κῦφος kyphos „Becher“ ab. Das Artepitheton coccinea kommt vom lateinischen coccineus „scharlachrot“.

### Speisewert
Der Pilz ist essbar, sollte aber aufgrund seiner Seltenheit geschont werden.